# 不空金剛
不空金剛（ふくうこんごう、サンスクリット語: अमोघवज्र、Amoghavajra、アモーガヴァジュラ）は、唐の高僧、訳経僧。金剛智・善無畏によってもたらされた密教を唐に定着させた。真言宗では三蔵法師の一人である事から「不空三蔵」と尊称し、真言八祖の「付法の八祖」では第六祖、「伝持の八祖」では第四祖とする。また「不空」とも略称される。四大訳経家の1人。弟子には含光・慧超・恵果・慧朗・元皎・覚超（六哲）がいる。

## 生涯
- 神龍元年（705年）生まれる。出生地は諸説あり、インド南部[1]、サマルカンド[2]、唐の涼州とも言われている。父はインド北部出身のバラモンで、母はソグド系人だった[2][3]。
- 開元2年（714年）長安で金剛智に師事し密教を学ぶ。
- 開元29年（741年）金剛智の入寂後に、師の遺言に従って『金剛頂経』の完本を求めるとともに、勅命により『大日経』等の密経経典を請求するためにセイロン・インド南部に渡るとともに、インドの龍智阿闍梨のもとに派遣されて、胎蔵・金剛両部にわたる伝法灌頂すなわち五部灌頂を伝授された[1]。
- 天宝5年（746年）に長安に帰る。
- 天宝14年（755年）、安史の乱をきっかけに 精力的に教化活動を行い、安禄山が洛陽を支配すると、不空は勅命により西京長安に帰り、大興善寺に住して灌頂の壇を築き、調伏の修法を行なった[1]。これにより、唐朝の帰依を集めた。
- 大暦9年（774年）入寂。

## 四大訳経家
110部143巻もの経典を漢訳し、鳩摩羅什・真諦・玄奘三蔵とともに、四大訳経家と呼ばれる。真言宗の重要経典である『理趣経』や、宿曜道の所依の教典『宿曜経』なども、不空が翻訳したものである（著者説もあり）。竜樹作を訳したとされた『菩提心論』は、今日では不空自身の著作ではないかとされている。